# John Cornwell
John Cornwell (nascido em 1940) é um jornalista e escritor inglês, e membro do Jesus College em Cambridge. Ele é mais conhecido por vários livros sobre o papado - mais notavelmente Hitler's Pope - jornalismo investigativo, memórias e a compreensão pública da ciência e da filosofia. Mais recentemente, ele tem se preocupado com a relação entre a ciência, a ética e as humanidades. Seu livro mais recente, Newman's Unquiet Grave: The Reluctant Saint, é uma biografia do Cardeal Newman.
Autor de vários livros, incluindo uma biografia do poeta romântico inglês Samuel Taylor Coleridge, se tornou conhecido por seu livro  A Thief in the Night (no qual se voltou contra as teorias da conspiração sobre a morte do Papa João Paulo I) e também por sua obra sobre o Papa Pio XII, Hitler's Pope (em que ele, como fica claro no título em inglês, chama Pio XII de "Papa de Hitler").
Cornwell também escreveu várias réplicas partir de uma perspectiva cristã sobre Richard Dawkins.

## Livros
- The Spoiled Priest (1969)
- Seven Other Demons (1971)
- Coleridge, Poet and Revolutionary, 1772–1804: A Critical Biography (1973)
- Earth to Earth: A True Story of the Lives and Violent Deaths of a Devon Farming Family (1982)
- A Thief in the Night: The Mysterious Death of Pope John Paul I (1989)
- Powers of Darkness, Powers of Light (1991)
- Strange Gods (1993)
- Nature's Imagination: The Frontiers of Scientific Vision (editor) (1995)
- The Power to Harm: Mind, Medicine, and Murder on Trial (1996)
- Consciousness and Human Identity (editor) (1998)
- Hitler's Pope: The Secret History of Pius XII (1999)
- Breaking Faith: The Pope, the People and the Fate of Catholicism (2001)
- Hitler's Scientists: Science, War, and the Devil's Pact (2004)
- Explanations: Styles of Explanation in Science (editor) (2004)
- A Pontiff in Winter (2004)
- Seminary Boy (2006)
- Darwin's Angel (2007)
- Philosophers and God: At the Frontiers of Faith and Reason (co-editor com Michael McGhee) (2009)
- Newman's Unquiet Grave: The Reluctant Saint (2010)